# Come Saturday Morning
Come Saturday Morning è il quinto album discografico in studio della cantante statunitense Liza Minnelli, pubblicato nel 1969 dalla A&M Records. 

## Tracce
1. Come Saturday Morning (Fred Karlin, Dory Previn)
2. Raggedy Ann & Raggedy Andy (Larry Marks, Marilyn & Alan Bergman)
3. Leavin' On A Jet Plane (John Denver)
4. Wailing Of The Willow (Harry Nilsson)
5. Nevertheless (Bert Kalmar, Harry Ruby)
6. Wherefore And Why (Gordon Lightfoot)
7. Love Story (Randy Newman)
8. On A Slow Boat To China (Frank Loesser)
9. Don't Let Me Lose This Dream (Aretha Franklin, Ted White)
10. Simon (Peter Allen)
11. MacArthur Park/Didn't We? (Jimmy Webb)